# Acleisanthes lanceolata
Acleisanthes lanceolata är en underblomsväxtart som först beskrevs av Elmer Ottis Wooton, och fick sitt nu gällande namn av R.A.Levin. Acleisanthes lanceolata ingår i släktet Acleisanthes och familjen underblomsväxter. Utöver nominatformen finns också underarten A. l. megaphylla.